# Wang-fu-ťing
Ulice Wang-fu-ťing (čínsky v českém přepisu Wang-fu-ťing, pchin-jinem Wángfǔjǐng, znaky 王府井) nacházející se v obvodě Tung-čcheng v Pekingu je jedna z nejznámějších obchodních tříd v celé Čínské lidové republice. Na jižním konci začíná u stejnojmenné stanice Wang-fu-ťing linky 1 pekingského metra a na severním konci končí u kostela svatého Josefa. Od přelomu tisíciletí se z větší části jedná o pěší zónu.

## Dějiny

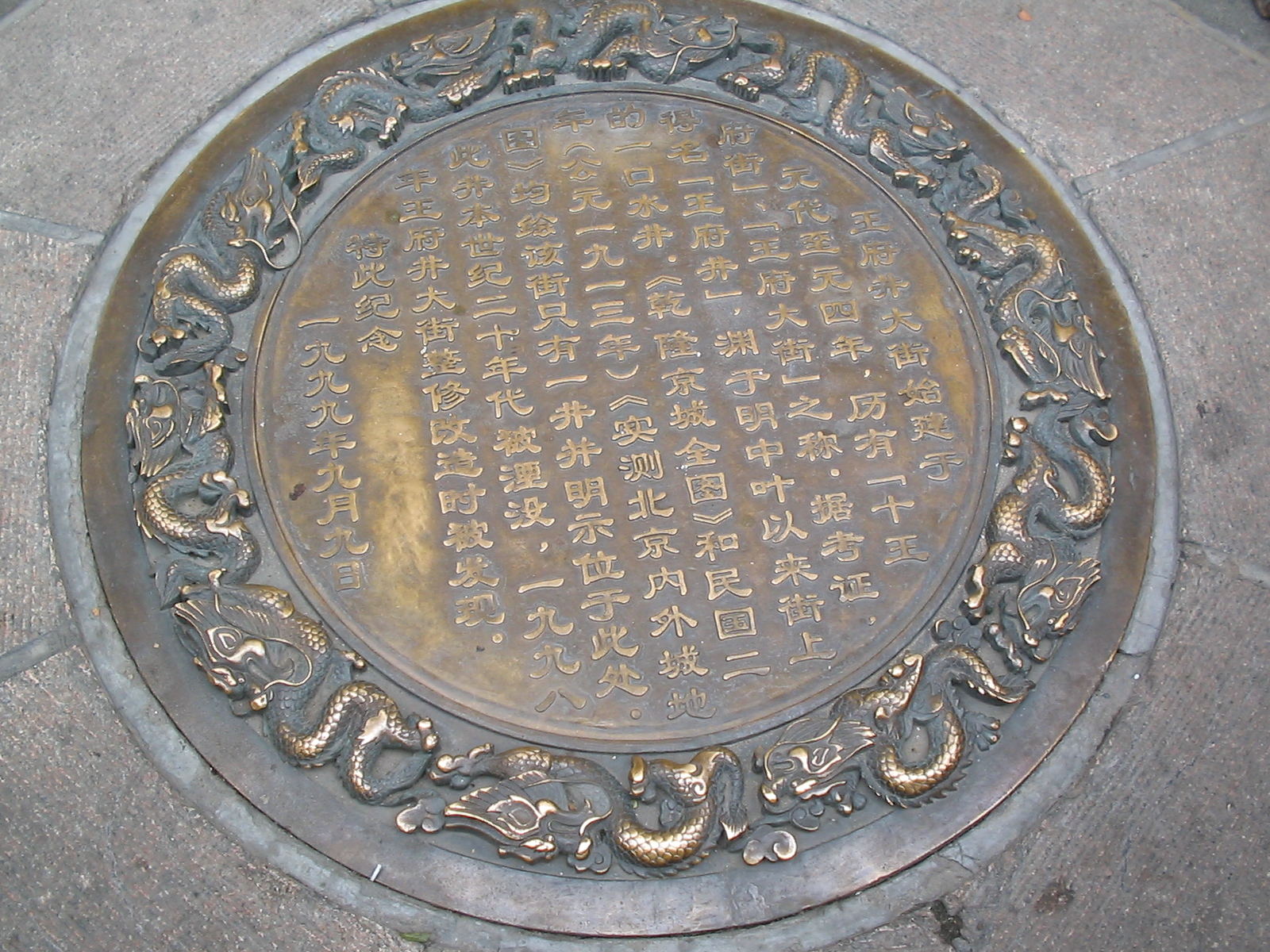
Kryt studny, po které je ulice pojmenována

Centrum obchodu bylo v této oblasti už za dynastie Ming. Za dynastie Čching si zde postavila své paláce řada šlechticů a ulice pak získala své jméno podle zdejší studny – znamená doslova zhruba „studna princova domu“.